# الله أباد (قهاب صرصر)
الله أباد (بالفارسية: الله‌آباد) هي مستوطنة تقع في إيران في قسم قهاب صرصر الريفي. يقدر عدد سكانها بـ 81 نسمة .